# ボームテ
ボームテ (ドイツ語: Bohmte) は、ドイツ連邦共和国ニーダーザクセン州オスナブリュック郡の町村（以下、本項では便宜上「町」と記述する）である。

## 地理

### 位置
ボームテは、ヴィーエン山地の北数キロメートル、北ドイツ低地の辺縁部に位置する。フンテ川が町内を南西から北に向かって流れている。南西部のヘリングハウゼン＝シュティルペ＝エーリンゲン地区には、ミッテルラント運河の港がある。町境の北 300 メートルの場所からデュンマー湖が始まる。DiVaウォーク（遊歩道）がボームテを通っている。

### 気候
北海からの湿った北西風の影響を受ける温帯海洋性気候に属する。ボームテの年間平均気温は 8.5 - 9.0 ℃、年間降水量は約 700 mm である。5月から8月までの間に夏日が 20 - 25日ある。

### 自治体の構成
ボームテの基本条例では、ボームテ、ヘリングハウゼン＝シュティルペ＝エーリンゲン、フンテブルクの3地区が規定されている。住民たちはこれをさらに細分した集落名で呼び、区別している。

### 隣接する市町村
ボームテは、南はバート・エッセン、西はオスターカッペルン（ともにオスナブリュック郡）、北はダメ (デュンマー)（フェヒタ郡）、北東はヒューデおよびシュテムスホルン（ともにディープホルツ郡）、東はシュテムヴェーデ（ノルトライン＝ヴェストファーレン州ミンデン＝リュベッケ郡）と境を接している。

## 歴史

### 鉱業
ボームテには、1867年から1875年はカロリーネ炭坑、1911年から1925年まではベハルリヒカイト共同鉱山会社のベハルリヒカイト炭坑があり、石炭が採掘されていた。ボームテはドイツで最も北の石炭採取場とされている。

### 町村合併
現在の自治体ボームテは、ニーダーザクセン州の地域再編に伴い、1972年7月1日にボームテ、ヘリングハウゼン、マイヤーへーフェン、シュヴェーゲ、シュティルペ＝エーリンゲン、ヴェルプラーゲが合併して成立した。

### 地域分離
1975年7月1日に、約100人が住んでいた地域が分離され、隣のオスターカッペルンに移管された。

### 地名について
この町の地名の古い表記には以下のものがある: 1047年 Bamwide、1088年 Bomwide、1090年 Bamwide、Bonwide、1188年 Bomwede、1310年 Bowede、Bomethe、1402年 Bomde、1423年 Boemwede、1604年 Bombwede、1625年 Boembte、1651年 Bombte、1652年 Baumte、1772年 Bomte、1789年 Bomwedde、1823年 Bohmte。これらの地名は、Bom-/Bamwide から Bohmte へと変化した過程である。この原型の地名は、"Bōm-wide"に由来しているとしか考えられない。これは現代標準ドイツ語の "Baumwald" にあたる。"wide" あるいは "wede" は低地ドイツ語であり、「森」(Wald) を意味する。しかし Baum（木）と Wald という地名は不自然である。木が集まって森を形成するのであるから意味が重複している。この場合の "Baum" は「木材」を意味すると考えられる。古代では、通常生きている緑の木は "tere" と呼ばれ、"bom" は枯れた木や角材を表していた。この地名の "Bom-" もおそらく「木材」を意味するものと思われるが、詳細は不明である。

## 住民

### 人口推移
以下の表は、各年の12月31日時点での町域における人口を示している。
数値は、1987年5月25日の人口調査結果に基づくニーダーザクセン州統計およびコミュニケーション技術局の研究結果である。
1961年（6月6日）と1970年（5月27日）の数値は、1972年7月1日に合併した地域の人口を含む人口調査の結果である。町域は1975年7月1日に現在の形になった。
| 年   | 人口（人） |
| ---- | ---------- |
| 1961 | 9,009      |
| 1970 | 9,338      |
| 1987 | 10,062     |
| 1990 | 10,695     |
| 1995 | 12,352     |
| 2000 | 13,191     |
| 2005 | 13,318     |
| 2010 | 12,935     |
| 2011 | 12,877     |

## 行政

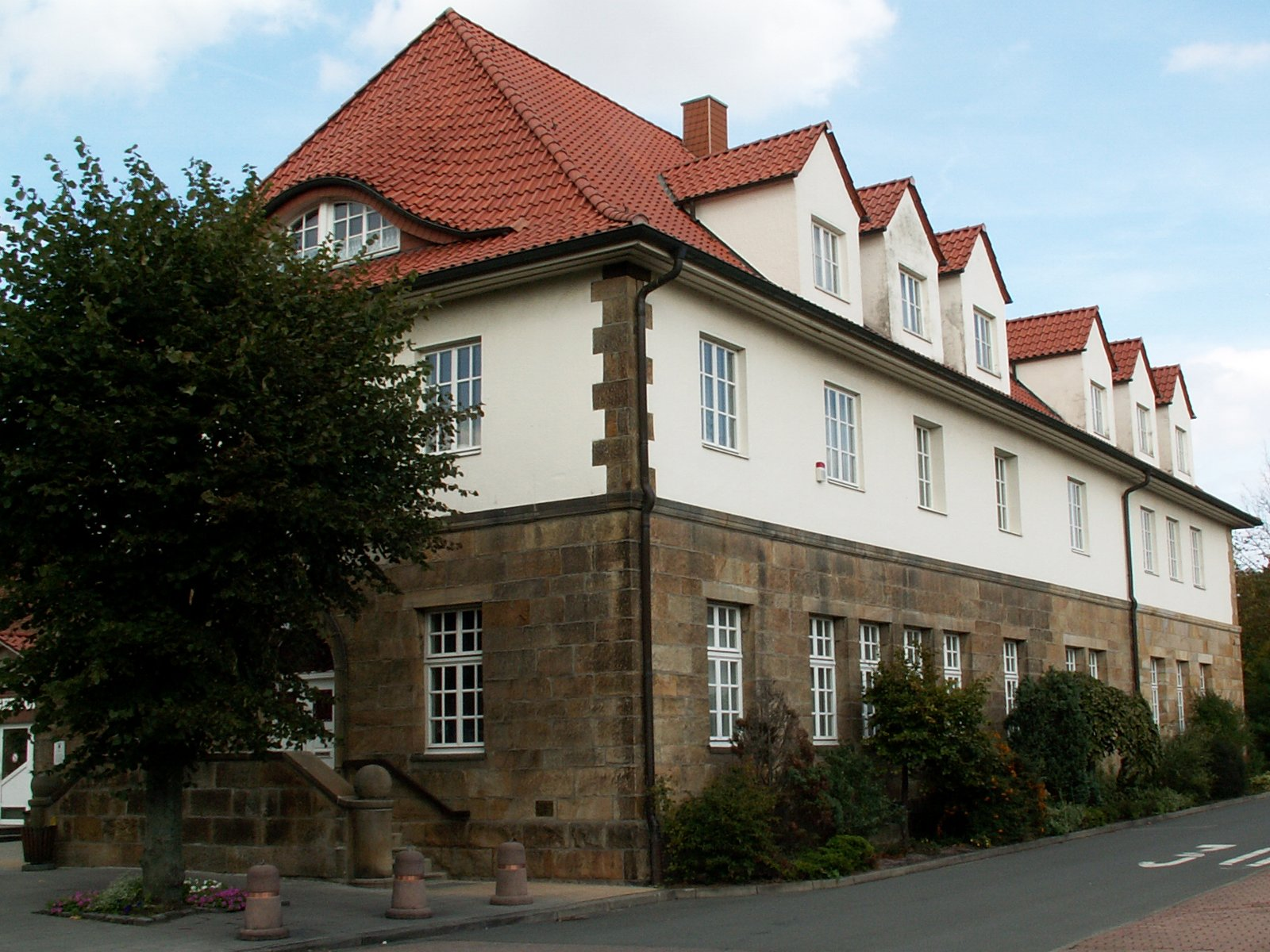
ボームテの町役場

### 議会
町議会は 30議席からなる。これに投票権を有する議長として町長が加わる。

### 姉妹自治体
- ギュツコ（ドイツ語版、英語版）（ドイツ、メクレンブルク＝フォアポンメルン州）1991年
- ボルベック（フランス語版、英語版）（フランス、セーヌ＝マリティーム県）

## 経済と社会資本

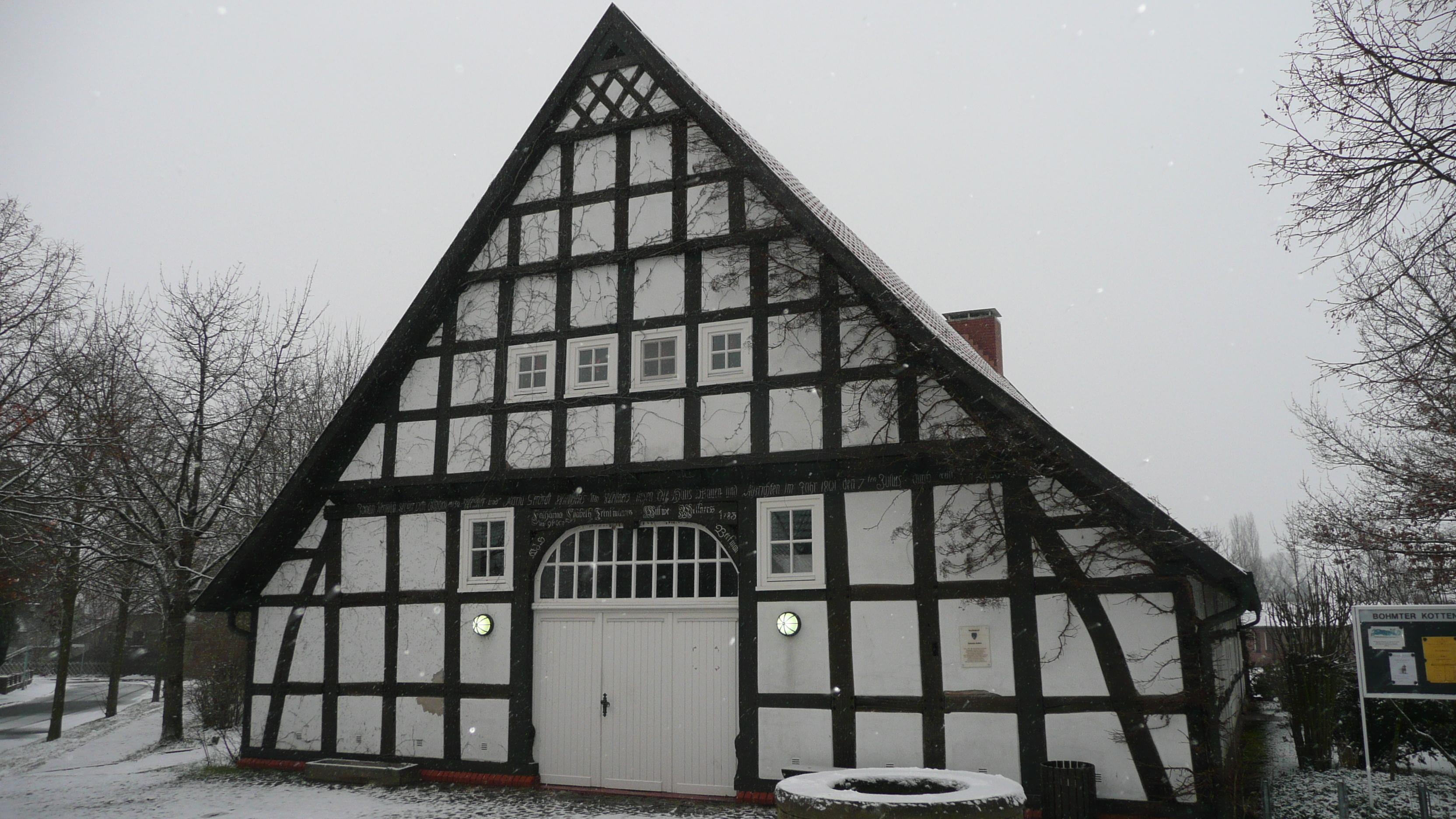
ボームター・コッテン

### 公共施設
「ボームター・コッテン」は、かつて農作業施設であったが、1989年に町によって修復され、それ以後は文化、芸術、社会行事、および町議会の作業に利用されている。ボームター・コッテンの最上階にはボームテ町立図書館が入居している。

### 教育
- エーリヒ・ケストナー＝シューレ附属幼稚園
- エーリヒ・ケストナー＝シューレ（すべての宗教信者のための基礎課程学校）
- クリトフォルス＝シューレ（カトリック信者のための基礎課程学校）
- ヘリングハウゼン基礎課程学校
- ボームテ上級学校（旧ボームテ本課程・実科学校）
- ビルヘルム＝ブッシュ＝シューレ、フンテブルク（基礎課程学校および本課程学校）
- アストリート＝リントグレン＝シューレ

### 交通

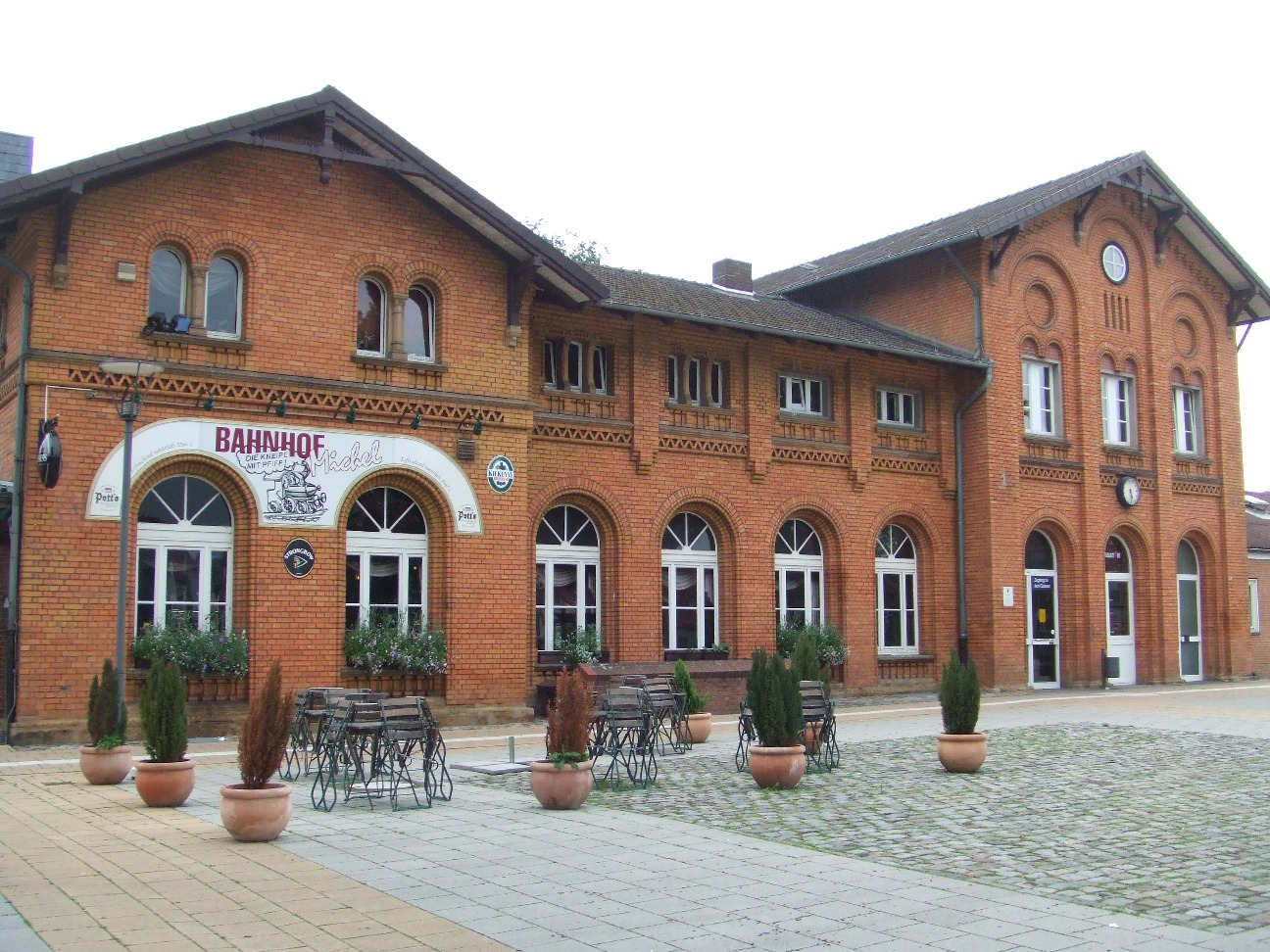
ボームテ駅

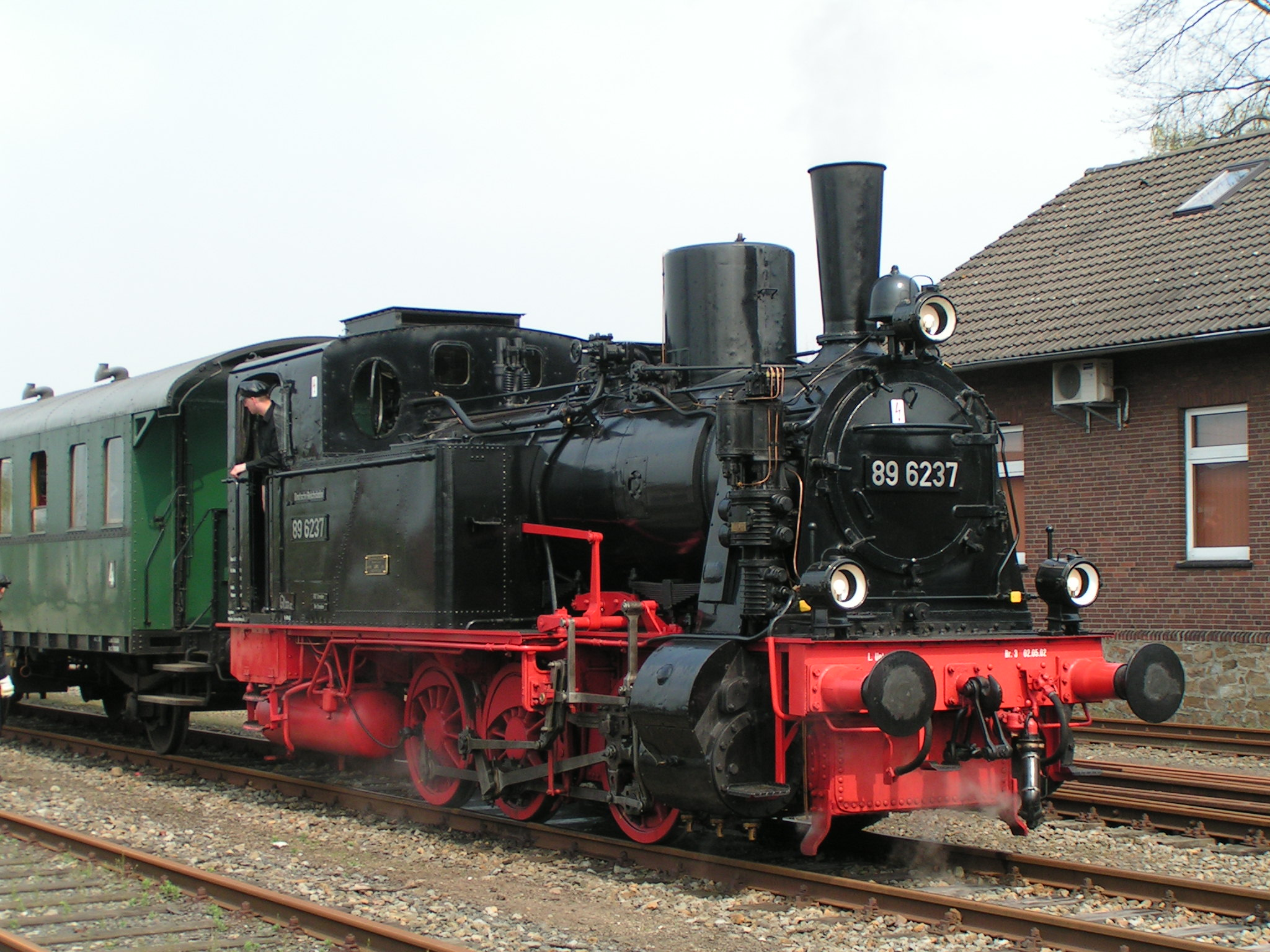
ミンデン保存鉄道

#### 鉄道
ボームテ駅は、オスナブリュック - ブレーメン線の駅であり、DBレギオが運行するレギオナルエクスプレス RE 9（オスナブリュック - ブレーメン - ブレーマーハーフェン）が利用できる。貨物駅は、オスナブリュック郡交通会社（VLO、旧ヴィットラーガー・クライスバーン）の特別線にあり、フンテブルク地区（当地区の人口は約4,000人）の北に位置している。このヴィットラーガー・クライスバーンは、1900年から1960年代までプロイシシュ・オルデンドルフとフンテブルクとの間を運行していた。現在は時折ミンデン保存鉄道が利用するボームテ東駅はドイツ鉄道の駅の北東に隣接している。

#### バス
オスナブリュック郡交通会社 mbH は、ボームテ地域で路線乗り合いバスを運営している。この路線バスは、ボームテの駅前広場から、たとえばフンテブルク、バート・エッセン、レッカーミューレといったオスナブリュック交通会社のバスステーションへ運行している。バスの乗り換え地点として重要なのがヘリングハウゼン＝レッカーミューレ停留所である。ここには1時間ごとにオスナブリュック行き、フェンネ行き、プロイシシュ・オルデンドルフ行き、ボームテ行きのバスが発着する。

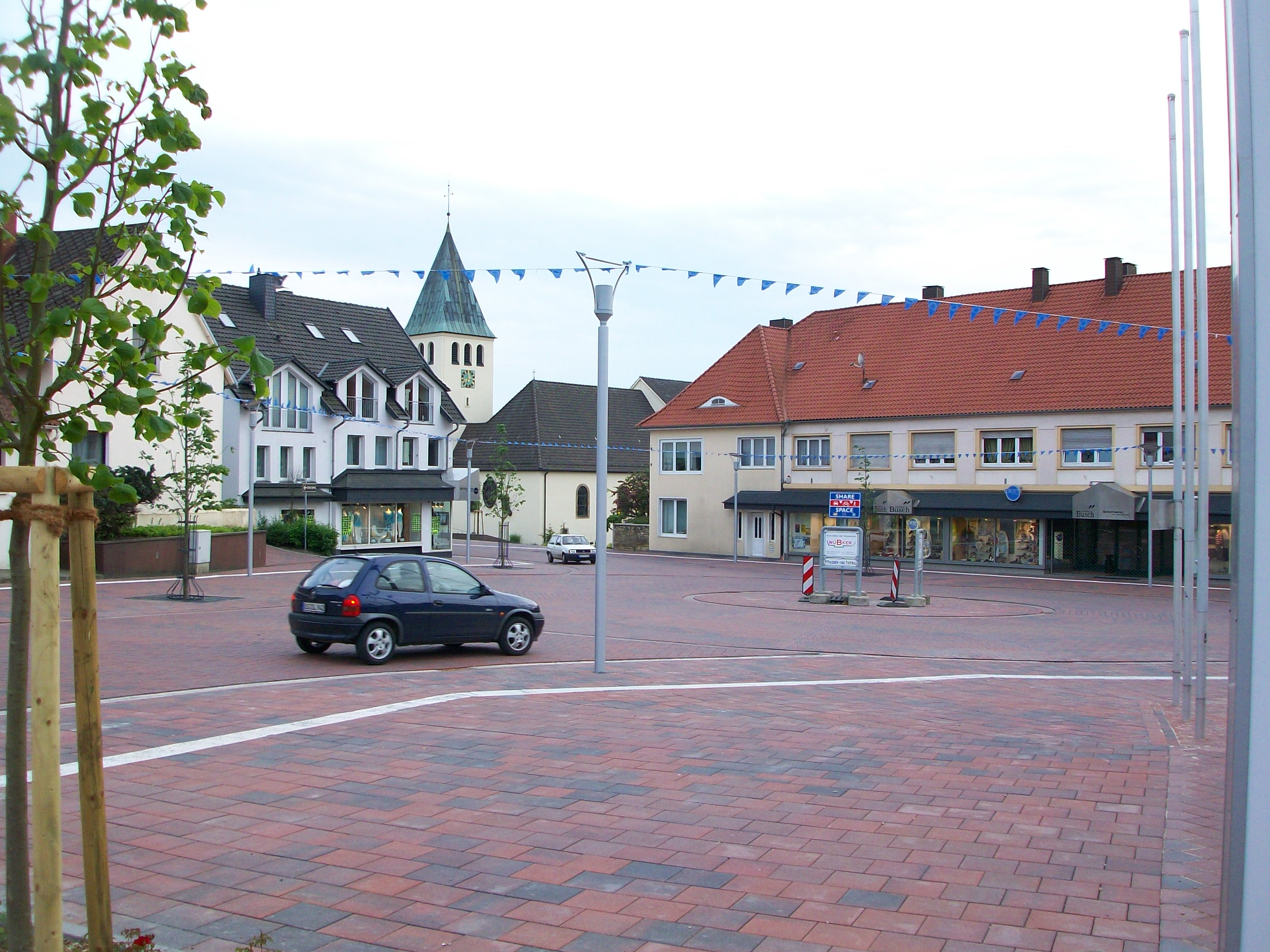
共有空間コンセプトにより改造されたボームテ中心部

#### 道路
南西の町境近くのレッカーミューレ・ロータリーで連邦道 B51号線、B65号線およびここを終点とする B218号線が集合する。B51号線と B65号線は南西のオスナブリュック方面から共通区間を通ってこの交差点まで来て、ここで分かれてそれぞれブレーメンおよびハノーファーへ向かう。
古くからの村の通りに町を通過する大型車両が集中したことから、通過交通量軽減のための「共有空間」のコンセプトに基づいて、町の中心部の改造が行われた。基本コンセプトの「少ない規則で多くの安全」は2006年夏以降まず2つの交差点から交通標識の 60 % 撤去が始まった。一部では、カラーコーティングがなされたり、ロータリーに改造されたりした。2008年5月19日以降、約 450 メートルの区間で標識が完全に撤去され、車道と歩道の厳格な分離が放棄された。

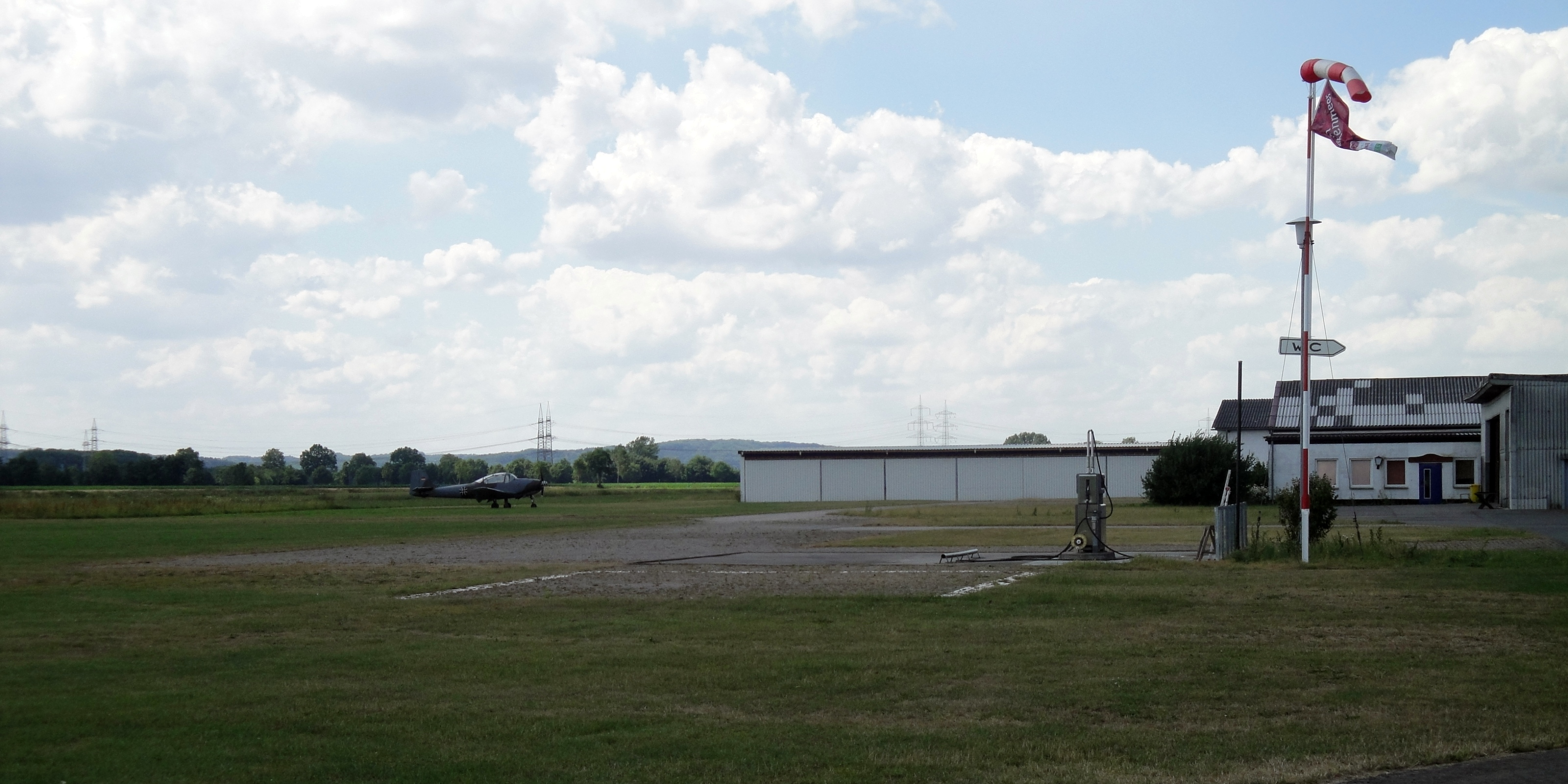
ボームテ＝バート・エッセン飛行場

#### 航空
ボームテには小さな飛行場がある。最寄りの国際空港はグレーヴェンのミュンスター・オスナブリュック国際空港である。

#### 船舶
ボームテ積み替え所には、小さな内陸港がある。

### 定期行事
祭:

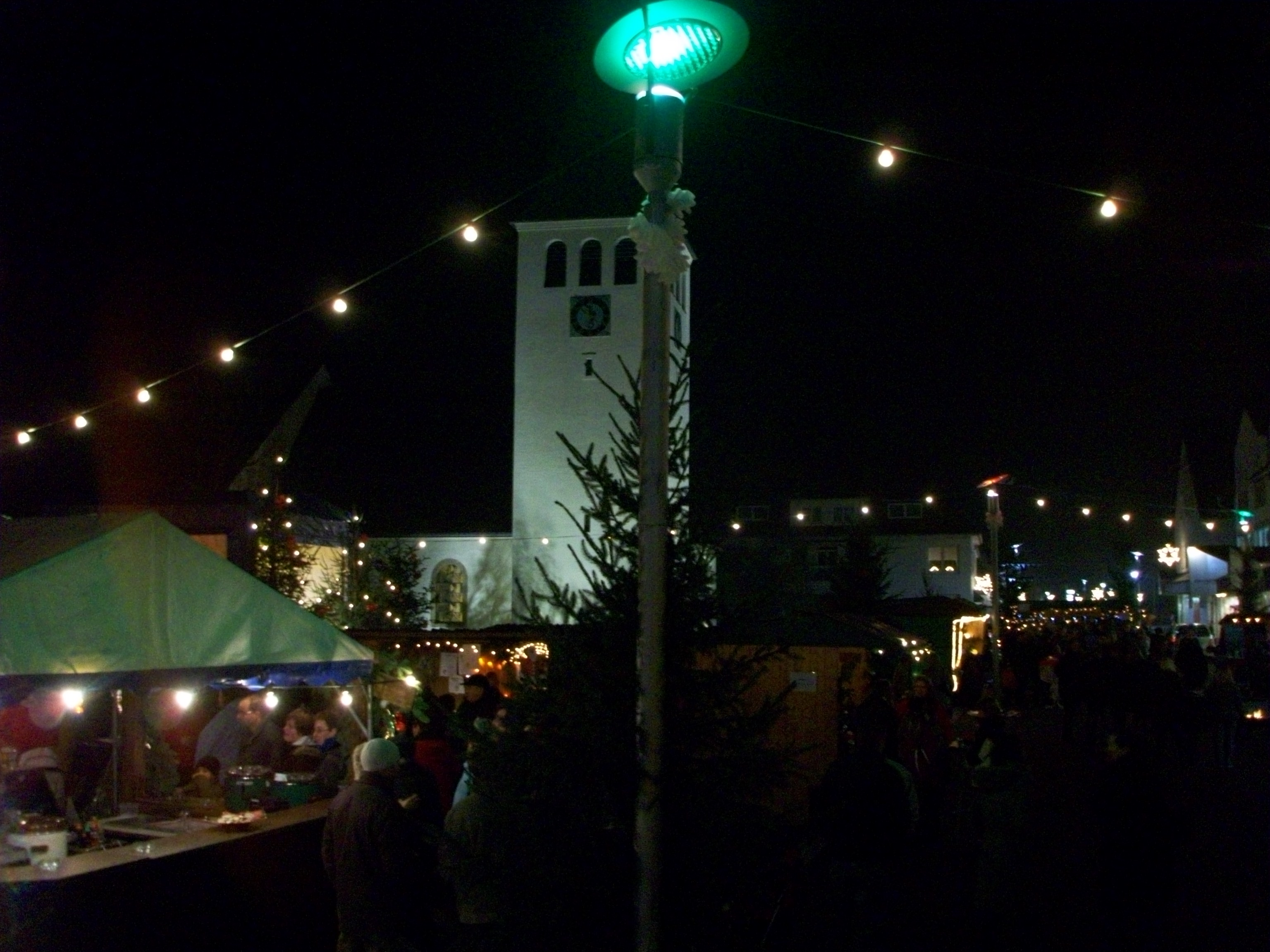
ボームテのニコラウスマーケット (2008年)

- 「シュパース・アウフ・シュトラース」- 4月の最終週末
- ボームターハイデの射撃祭 - 聖霊降臨祭
- ボームテの射撃祭 - 7月の第1週末
- シュティルペ＝エーリンゲンの射撃祭 - 7月の第2週末
- フンテブルクの射撃祭 - 7月の第4週末

市:
- ボームテ/バート・エッセン・スポーツ飛行場の一般開放の日、自動車・産業ショーが開催される - 5月1日
- ヘリングハウゼン＝シュティルペ＝エーリンゲンの収穫祭、収穫市が開催される - 9月の第1週末
- ボームテ・マーケット、産業ショーが開催される - 9月の第4週末
- フンテブルクの北ドイツ・ポニーマーケット - 10月の第2週末

クリスマスマーケット:
- ボームテのニコラウスマーケット - 第2アドヴェント
- フンテブルクのクリスマスマーケット - 第3アドヴェント

### 建築
- ボームテ駅
- 聖ヨハン教会
- 聖トーマス教会

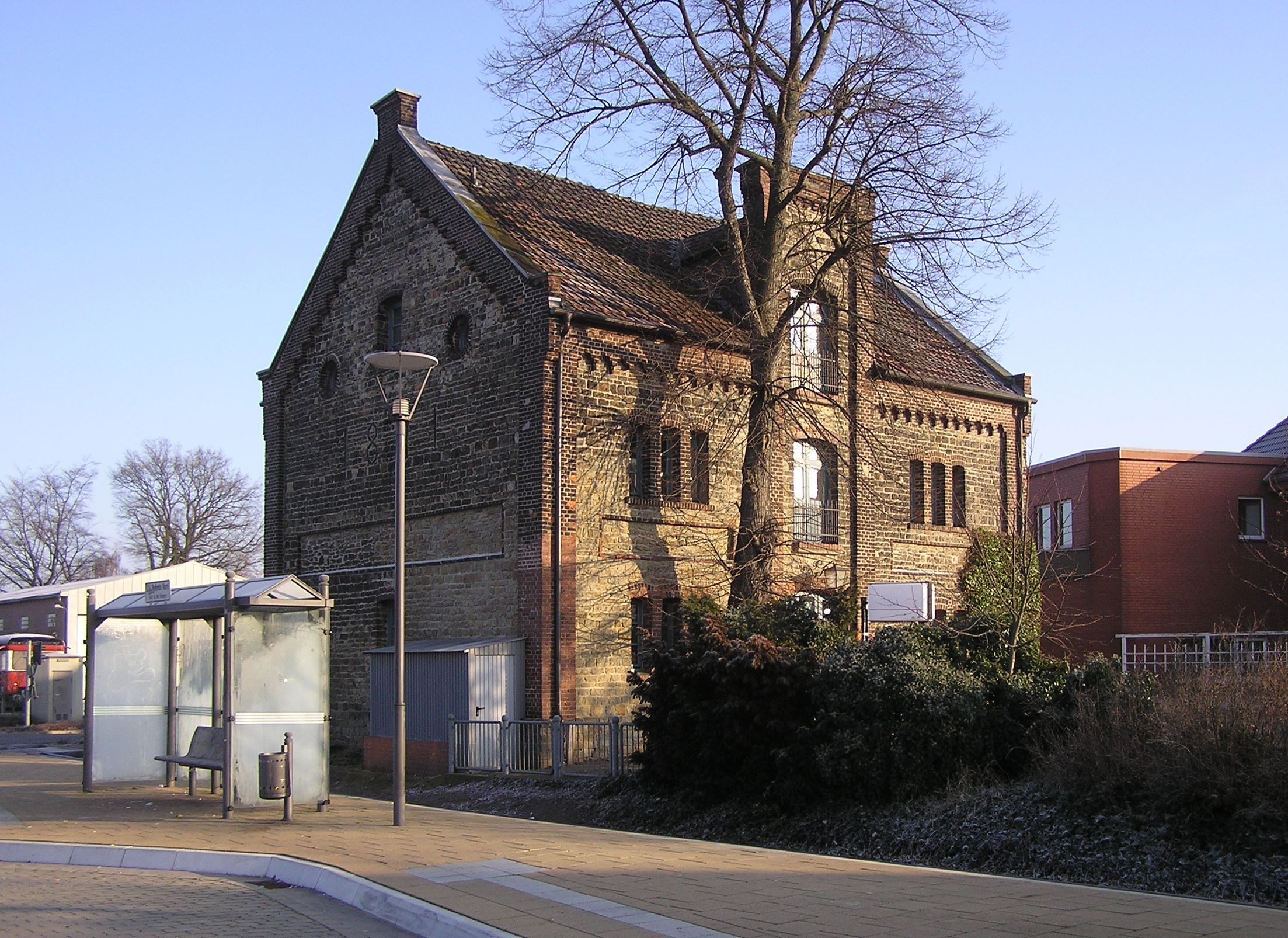
ボームテの水車

- 水車、1871年にレンガ造りで建設され、1989年に修復された。

## 人物

### ゆかりの人物
- ラインホルト・ティリング（ドイツ語版、英語版）（1893年 - 1933年）エンジニア、パイロット、ロケット開発者
- ルドルフ・ザイタース（ドイツ語版、英語版）（1937年 - ）政治家 (CDU)、ボームテ青年同盟の創設者（1958年）、ドイツの連邦内務大臣（1991年 - 1993年）、ドイツ赤十字社総裁